# Стеликов, Анатолий Иванович
Анатолий Иванович Стеликов (род. 2 октября 1937, Ходоровка, Горецкий район) — советский и российский государственный деятель. Председатель Калужского облисполкома Совета народных депутатов в 1989—1991 годах. Почётный гражданин Калужской области (2012).

## Биография
Анатолий Стеликов родился 2 октября 1937 года в деревне Ходоровка Горецкого района Могилёвской области Белорусской ССР (сейчас в Белоруссии).
Окончил Белорусскую государственную сельскохозяйственную академию в городе Горки Могилёвской области.

### Производственная карьера
В 1960 году начал работать инженером-землеустроителем отдела землеустройства Калужского областного управления сельского хозяйства.
В 1961—1962 годах трудился старшим инженером по районной планировке, начальником отдела инженерных изысканий Калужского проектного института. В 1962—1963 годах возглавлял группу отдела генплана и планировки, был старшим инженером отдела подготовки проектов института «Калугапромпроект».
В 1967 году окончил Калужский филиал Московского высшего технического училища имени Н. Э. Баумана по специальности «радиоинженер». 
Впоследствии работал старшим инженером отдельного конструкторского бюро. Был заместителем председателя, а затем и председателем профкома Калужского электромеханического завода. В 1975 году перешёл на партийную работу, будучи избранным секретарём парткома того же предприятия.

### Партийная карьера
Вскоре перешёл на работу в Калужской областной комитет КПСС. В 1977—1983 годах был вторым, а затем первым секретарём Сухиничского районного комитета КПСС.
В 1983 году вернулся в обком. Заведовал отделом организационно-партийной работы, был секретарём комитета.
В 1989 году был избран председателем Калужского областного исполкома Совета народных депутатов, сменив в должности Ивана Фролкина. В 1990 году был вновь избран депутатом совета и переизбран на должность председателя и оставался им до сентября 1991 года.
В 1990—1993 годах был членом Съезда народных депутатов РСФСР (затем России), входил в его конституционную комиссию.

### Постсоветский период
В 1991—2000 годах работал в сельском хозяйстве. С 1993 года был генеральным директором Калужского филиала компании «Российские семена». В сентябре 1996 года возглавил Калужский областной департамент сельского хозяйства и продовольствия. Был одним из организаторов областной целевой программы «Социальное развитие села Калужской области».
В 2000 году стал руководителем администрации губернатора Калужской области Анатолия Артамонова, в 2001 году по совместительству занял пост заместителя губернатора. Сделал вклад в кадровое обеспечение областных и местных органов власти, в проведение реформы местного самоуправления.
Впоследствии стал советником губернатора Калужской области, отвечая за развитие наставничества в государственных и муниципальных органах власти, взаимодействие властей с населением, инвестиционные проекты Белоруссии на территории региона.

## Награды
Награждён орденом «Знак Почёта» (1970), медалью «В ознаменование 100-летия со дня рождения Владимира Ильича Ленина», почётной грамотой Президиума Верховного Совета РСФСР, орденами Русской Православной церкви преподобного Сергия Радонежского и святого благоверного князя Даниила Московского 3-й степени, региональными медалями «За особые заслуги перед Калужской областью» 1-й, 2-й и 3-й степеней, юбилейными региональными медалями «60 лет Калужской области» и «65 лет Калужской области», почётными грамотами губернатора и законодательного собрания Калужской области.
29 ноября 2012 года за особые заслуги перед Калужской областью в государственной и социально-экономической деятельности удостоен звания «Почётный гражданин Калужской области».